# Anka Krizmanić
Anka Krizmanić (ur. 10 marca 1896 w Omilje, zm. 2 listopada 1987 w Zagrzebiu) – chorwacka malarka i graficzka.

## Życiorys
Urodziła się 10 marca 1896 w Omilje w rodzinie wiejskiego nauczyciela Josipa Sivoša i Jelki z domu Gušić. W dzieciństwie, po wczesnej śmierci ojca, wyjechała z matką do Zagrzebia, gdzie później uczęszczała do szkół. W latach 1910–1913 uczyła się w prywatnej szkole malarstwa Tomislava Krizmana, gdzie była najmłodszą uczennicą. Kolejne lata spędziła na studiach w Kunstgewerbeschule w Dreźnie, dokąd wyjechała dzięki wsparciu Krizmana oraz stypendium. W tym okresie rozpoczęła tworzyć cykle przedstawiające tancerzy i kochanków, które powstały z inspiracji tancerkami Anną Pawłową, Gretą Wiesenthal i szkołą taneczną Gertrud Leistikow. Studia w Niemczech ukończyła dyplomem w 1917 roku. W latach 1920–1930 rozwijała się w Paryżu. W Zagrzebiu angażowała się w lokalne życie kulturalne oraz wystawiała. Tworzyła portrety, pejzaże, prace z motywami ludowymi, a także mapy w technice litografii (Dubrownik, 1921 i 1922 rok). W połowie lat 20. pracowała nad cyklem portretów i pejzaży w technice pastelu. W latach 1931–1954 (z wyłączeniem okresu II wojny światowej) była zatrudniona w roli rysowniczki na Katedrze Anatomii Uniwersytetu Medycznego w Zagrzebiu. Wystawiała do końca życia: jej prace pokazano na około 20 wystawach indywidualnych oraz wielu wystawach grupowych. Zmarła 2 listopada 1987 w Zagrzebiu.